# Marina Goncharova
Marina Goncharova (née Ponyarova le 26 avril 1986) est une athlète russe spécialiste de l’heptathlon.

## Carrière

### Palmarès
| Date | Compétition                           | Lieu       | Résultat | Épreuve     | Points |
| ---- | ------------------------------------- | ---------- | -------- | ----------- | ------ |
| 2003 | Championnats du monde jeunesse        | Sherbrooke | 3e       | Heptathlon  | 5 338  |
| 2004 | Championnats du monde juniors         | Grosseto   | 6e       | Heptathlon  | 5 599  |
| 2008 | Coupe d’Europe des épreuves combinées | Hengelo    | 7e       | Heptathlon  | 5 983  |
| 2008 | Coupe d’Europe des épreuves combinées | Hengelo    | 2e       | Par équipes | 17 980 |
| 2009 | Coupe d’Europe des épreuves combinées | Szczecin   | 4e       | Heptathlon  | 6 119  |
| 2009 | Coupe d’Europe des épreuves combinées | Szczecin   | 2e       | Par équipes | 17 949 |
| 2010 | Championnats du monde en salle        | Doha       | 6e       | Pentathlon  | 4 416  |
| 2010 | Multistars                            | Florence   | 1re      | Heptathlon  | 6 008  |
| 2010 | TNT - Fortuna Meeting                 | Kladno     | 2e       | Heptathlon  | 6 182  |
| 2010 | Championnats d’Europe                 | Barcelone  | 8e       | Heptathlon  | 6 186  |
| 2011 | Championnats d’Europe en salle        | Paris      | 6e       | Pentathlon  | 4 469  |
| 2011 | Multistars                            | Florence   | 2e       | Heptathlon  | 5 995  |

### Records
| Épreuve    | Performance | Lieu   | Date           |
| ---------- | ----------- | ------ | -------------- |
| Heptathlon | 6 319 pts   | Götzis | 1er juin 2008  |
| Pentathlon | 4 605 pts   | Penza  | 3 février 2010 |